# Per Nykrog
Per Nykrog  (* 1. November 1925 in Kopenhagen, Dänemark; † 11. September 2014 in Madison, Wisconsin, Vereinigte Staaten) war ein dänischer Romanist und Mediävist, der zuletzt in den Vereinigten Staaten lehrte.

## Leben und Werk
Nykrog studierte von 1945 bis 1952 Französisch und Latein an der Universität Kopenhagen. Dann ging er an die Universität Aarhus und lehrte dort als Lektor, nach seiner Promotion 1957 (mit einer Arbeit über die Fabliaux) als Professor. Nach Gastprofessuren an der Harvard University (1970–1971) und am Collège de France (1978) wurde er 1979 nach Harvard berufen und lehrte dort bis zu seiner Emeritierung 1998 (ab 1988 als Smith Professor of French and Spanish). Nykrog war Ritter im Dannebrogorden (1965), Mitglied der Königlich Dänischen Akademie der Wissenschaften (1975), sowie Ritter im Ordre national du Mérite.

## Werke
- Les Fabliaux. Etude d'histoire littéraire et de stylistique médiévale, Kopenhagen, Munksgaard, 1957; Genf, Droz, 1973.
- La Pensée de Balzac dans la Comédie humaine. Esquisse de quelques concepts-clé, Kopenhagen, Munksgaard; Paris, Klincksieck, 1965.
- L'amour et la rose. Le grand dessein de Jean de Meung, Lexington, Ky, French forum, 1986.
- La recherche du don perdu. Points de repère dans le roman de Marcel Proust, Cambridge, Department of romance languages and literatures of Harvard University, 1987.
- Chrétien de Troyes. Romancier discutable, Genf, Droz, 1996.